# Vladimir Morozov (1940)
Vladimir Ivanovic Morozov (Russisch: Владимир Иванович Морозов) (Türkmenbaşy, 28 oktober 1940 – 8 februari 2023) was een Sovjet-Turkmeens kanovaarder.
Morozov won in 1964 en 1972 olympisch goud in de K-4. Morozov won in 1968 samen met Aleksandr Sjaparenko de gouden medaille in de K-2 1000 meter.

## Belangrijkste resultaten

### Olympische Zomerspelen
| Editie | Plaats      | Resultaten |
| ------ | ----------- | ---------- |
| 1964   | Tokio       | K-4 1000m  |
| 1968   | Mexico-stad | K-2 1000m  |
| 1972   | München     | K-4 1000m  |

### Wereldkampioenschappen vlakwater
| Jaar | Plaats       | Resultaten               |
| ---- | ------------ | ------------------------ |
| 1963 | Jajce        | K-1 4x500 m              |
| 1966 | Oost-Berlijn | K-4 10000 m · K-4 1000 m |
| 1970 | Kopenhagen   | K-4 1000 m               |
| 1971 | Belgrado     | K-4 1000 m               |
| 1973 | Jajce        | K-4 1000 m               |

1936: Alfons Dorfner & Adolf Kainz ·
1948: Hans Berglund & Lennart Klingström ·
1952: Yrjö Hietanen & Kurt Wires ·
1956: Meinrad Miltenberger & Michel Scheuer ·
1960: Gert Fredriksson & Sven-Olov Sjödelius ·
1964: Sven-Olov Sjödelius & Gunnar Utterberg ·
1968: Vladimir Morozov & Aleksandr Sjaparenko ·
1972: Nikolai Gorbatsjov & Viktor Kratasjoek ·
1976: Sergej Nagorny & Vladimir Romanovski ·
1980: Vladimir Parfenovitsj & Sergej Tsjoechrai ·
1984: Hugh Fisher & Alwyn Morris ·
1988: Greg Barton & Norman Bellingham ·
1992: Kay Bluhm & Torsten Gutsche ·
1996: Antonio Rossi & Daniele Scarpa ·
2000: Beniamino Bonomi & Antonio Rossi ·
2004: Henrik Nilsson & Markus Oscarsson ·
2008: Martin Hollstein & Andreas Ihle ·
2012: Rudolf Dombi & Roland Kökény ·
2016: Marcus Groß & Max Rendschmidt ·
2020: Thomas Green & Jean van der Westhuyzen
1964: Anatoli Grisjin & Vjatsjeslav Ionov & Vladimir Morozov & Nikolai Tsjoezjikov ·
1968: Steinar Amundsen & Tore Berger & Jan Johansen & Egil Søby ·
1972: Valeri Didenko & Joeri Filatov & Vladimir Morozov & Joeri Stetsenko ·
1976: Aleksandr Degtjarev & Joeri Filatov & Vladimir Morozov & Sergej Tsjoechrai ·
1980: Bernd Duvigneau & Rüdiger Helm & Harald Marg & Bernd Olbricht ·
1984: Grant Bramwell & Ian Ferguson & Paul MacDonald & Alan Thompson ·
1988: Attila Ábrahám & Ferenc Csipes & Zsolt Gyulay & Sándor Hódosi ·
1992: Mario von Appen & Oliver Kegel & Thomas Reineck & André Wohllebe ·
1996: Detlef Hofmann & Thomas Reineck & Olaf Winter & Mark Zabel ·
2000: Gábor Horváth & Zoltán Kammerer & Botond Storcz & Ákos Vereckei ·
2004: Gábor Horváth & Zoltán Kammerer & Botond Storcz & Ákos Vereckei ·
2008: Abalmasaw & Litvintsjoek & Machnew & Pjatroesjenka ·
2012: Jacob Clear & Dave Smith & Tate Smith & Murray Stewart ·
2016: Marcus Groß & Max Hoff & Tom Liebscher & Max Rendschmidt